# Twenty Twenty (album Joe Keery)
Twenty Twenty è il primo album in studio dell'attore e cantautore statunitense Joe Keery con lo pseudonimo di Djo, pubblicato il 13 settembre 2019 indipendentemente.
Supportato dai tre singoli: "Roddy", "Chateau (Feel Alright)", and "Mortal Projections".

## Stile musicale
La musica del primo album è influenzata dallo stile del pop psichedelico.

## Tracce
1. Showtime – 0:48
2. Personal Lies – 4:59
3. Tentpole Shangrila – 3:36
4. Just Along for the Ride – 3:22
5. Chateau (Feel Alright) – 4:32
6. Roddy – 4:12
7. Ring – 4:06
8. BNBG – 3:38
9. Mortal Projections – 3:08
10. Total Control – 2:16
11. Flash Mountain – 4:23
12. Mutual Future (Repeat) – 4:58